# Безмасштабная сеть
Безмасштабная сеть или масштабно-инвариантная сеть (англ. scale-free network) — граф, в котором степени вершин распределены по степенному закону, то есть доля вершин со степенью {\displaystyle k} примерно или асимптотически пропорциональна {\displaystyle k^{-\gamma }}.
Эмпирически было установлено, что многие естественно возникающие сети — социальные, коммуникационные, биологические, графы цитирований, ссылок в WWW, и другие системы — хорошо моделируются безмасштабными графами.

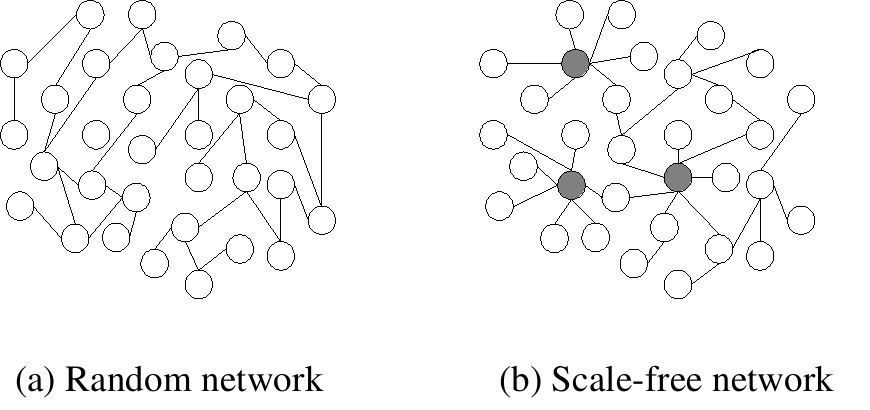
Сравнение сетей

Про многие сети считалось, что они безмасштабны, но статистический анализ опроверг или поставил под сомнение это для многих из них.